# Drimys montis-wilhelmi
Drimys montis-wilhelmi är en tvåhjärtbladig växtart som beskrevs av Hoogl. Drimys montis-wilhelmi ingår i släktet Drimys och familjen Winteraceae. Inga underarter finns listade.